# Berivojce
Berivojcë en albanais et Berivojce en serbe latin (en serbe cyrillique : Беривојце) est une localité du Kosovo située dans la commune/municipalité de Kamenicë/Kosovska Kamenica, district de Gjilan/Gnjilane (Kosovo) ou district de Kosovo-Pomoravlje (Serbie). Selon le recensement kosovar de 2011, elle compte 1 553 habitants.

## Histoire
Dans le village, l'église Saint-Jean, qui date des XIVe et XVe siècles, est mentionnée par l'Académie serbe des sciences et des arts et est inscrite sur la liste des monuments culturels du Kosovo.

## Démographie

### Évolution historique de la population dans la localité
| 1948 | 1953 | 1961 | 1971  | 1981  | 1991  | 2011  |
| ---- | ---- | ---- | ----- | ----- | ----- | ----- |
| 696  | 773  | 979  | 1 003 | 1 465 | 1 520 | 1 553 |

|  |

### Répartition de la population par nationalités (2011)
En 2011, les Albanais représentaient 80,49 % de la population, les Roms 9,98 % et les Serbes 9,47 %.